# Freeman McNeil
Pour les articles homonymes, voir McNeil.
(en) Statistiques sur pro-football-reference
Freeman McNeil (né le 22 avril 1959 à Jackson dans l'État du Mississippi) est un joueur américain de football américain.

## Carrière

### Université
Freeman commence à jouer au football à la Banning High School et emmène son équipe au titre de champion. Entrant à l'université, il intègre l'équipe et fait partie deux fois du all-pac 10 selection. Lors de son dernier match universitaire, il marque un touchdown après avoir parcouru 57 yards sur une passe de son quarterback Jay Schroeder déviée par le defensive back des Trojans d'USC Jeff Fisher. Ce touchdown permit aux Bruins de gagner le match 20-17.

### NFL
Il est repêché lors du draft de 1981 au troisième choix (premier tour) par les Jets de New York. Il devient à partir de cette saison le running back titulaire de cette équipe des Jets, faisant oublier, grâce à ses performances, Clark Gaines et Scott Dierking. Il débute six matchs en 1981 en tant que rookie marquant trois touchdowns. La saison 1982 est une des meilleures pour McNeil qui en neuf matchs joués parcourt 786 yards soit une moyenne de 5,2 par ballon (il sera le running back qui aura parcouru le plus de yards de la saison), et sept touchdowns, cela lui permet d'être sélectionné pour le Pro Bowl et de figurer dans l'équipe NFL de la saison par pas moins de cinq grands magazines.
Un léger coup de mou vient perturber sa saison 1983 mais il affiche des statistiques correctes avec 654 yards en neuf matchs pour quatre touchdowns ; à noter que lors de cette saison, il s'essaye lors d'un match au poste de quarterback, réussissant même sa passe. McNeil revient parmi les meilleures en 1984 où il dispute douze matchs pour une moyenne de 4,7 yards par ballon et de six touchdowns. Il sera retenu pour le pro bowl de cette saison et de la saison suivante puisqu'en 1985, il continue d'affoler les compteurs avec un total de 1331 yards sur la saison, une moyenne de 4,5 par ballons et cinq touchdowns.
Dès la saison 1986, McNeil commence à voir ses statistiques baisser notamment à cause de moins de ballons et d'un nombre de matchs baissant lui aussi. En 1987, il joue neuf matchs dont huit comme titulaire ne marquant qu'un touchdown mais conservant une moyenne de yards au ballon élevé (4,4). Il fait un petit retour lors de la saison 1988 où il dispute tous les matchs de la saison régulière, parcourant 944 yards et marquant sept touchdowns. La dernière saison de McNeil comme titulaire en 1989 le voit jouer onze matchs (sept comme titulaire), marquant trois touchdown.
En 1990, il perd sa place au profit d'un duo Blair Thomas et Brad Baxter jouant moins de matchs (quatre comme titulaire) mais il marque six touchdowns. Les deux dernières saisons de sa carrière se terminent par deux touchdowns.
Sa retraite annoncée à la fin de la saison 1992, le classe au second au classement des yards dans l'histoire des Jets.

## Statistiques
En douze saisons en NFL, McNeil a accompli :
- 144 matchs (dont 97 comme titulaire)
- 50 touchdowns (38 sur un rush, 12 sur une passe)
- 11035 yards parcourus (8074 sur un rush et 2961 sur une passe)

## Palmarès
- Pro Bowl : 1982, 1984 et 1985 (3 fois)
- First-team all pro (nommé dans l'équipe de la saison) : 1982
- Joueur ayant le plus rushé : 1982 (786)
- Meilleur moyenne yards/rush : 1982 (5,2)
- First-team conference (nommé dans l'équipe de la saison en conférence) selon l'UPI : 1984 et 1985
- Second-team all pro (nommé dans la seconde équipe de la saison) selon le Newspaper Entertainment Association.
- Intronisé au Nassau Country Sports Hall of Fame en 2005